# Opiliaceae
Opiliaceae, biljna porodica u redu santalolike. Sastoji se od nekoliko rodova s tridesetak vrsta (39) drvenastog bilja, zimzeleno drveće, grmlje ili lijana; korijenski paraziti. Rod Opilia, po kojem je porodica dobila ime rasprostranjena je po tropskoj Africi, Indijskom portkontinentu, velikim dijelovima Australije, Madagaskaru i Indoneziji.
Listovi su naizmjenični, jednostavni; cvjetovi sitni, aktinomorfni.

## Opis
Opiliaceae je tropska drvenasta porodica od 12 rodova i oko 35 vrsta. Listovi su mu obično dvoredni (distihozni), a na plojkama jedva da se vide žile. Mnogi imaju male izbočine uzrokovane prisutnošću kristalnih tijela ili cistolita. Cvjetovi su im mali, sastavljeni u grozdove poput mačića, a postoji samo jedan cvjetni omotač (perijant) i gornji ovarij s jednom visećom ovulom.

## Rodovi
1. Familia Opiliaceae Valeton (39 spp.)
  1. Tribus Agonandreae Engl.
    1. Agonandra Miers ex Benth. (10 spp.)
    2. Gjellerupia Lauterb. (1 sp.)

  2. Tribus Anthoboleae Bartl. ex Spach
    1. Anthobolus R. Br. (4 spp.)
    2. Champereia Griff. (1 sp.)
    3. Melientha Pierre (1 sp.)

  3. Tribus Opilieae Benth.
    1. Lepionurus Blume (1 sp.)
    2. Urobotrya Stapf (8 spp.)
    3. Cansjera Juss. (3 spp.)
    4. Pentarhopalopilia (Engl.) Hiepko (4 spp.)
    5. Opilia Roxb. (2 spp.)
    6. Rhopalopilia Pierre (3 spp.)